# Estreno

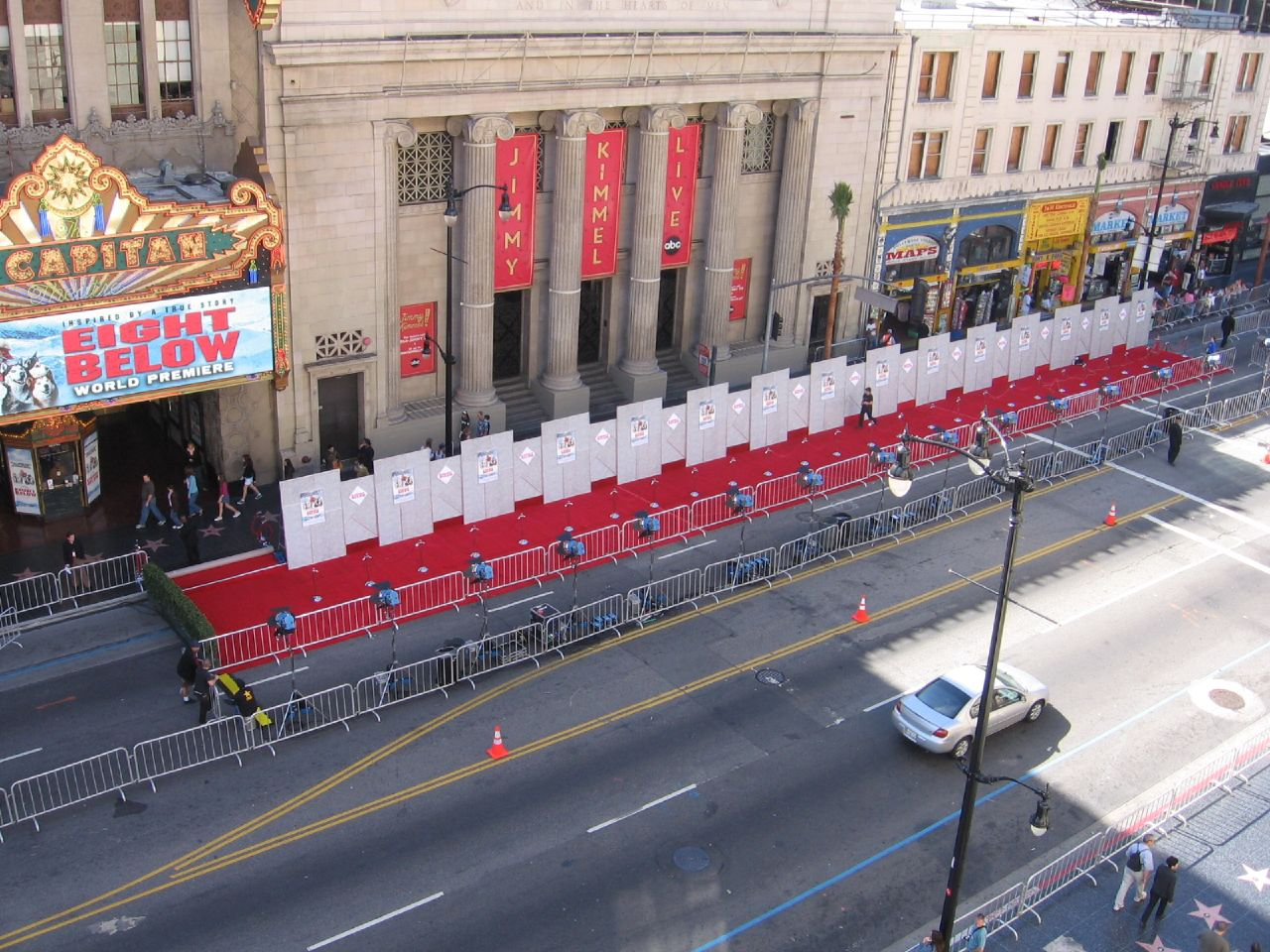
Escenario para el estreno de una película en los Estados Unidos, año 2006.

El estreno (de 'estrena', y este del latín strena) o presentación (première en francés, o bien premier, adaptado al español) es la primera exhibición de una obra ante el público general. Se utiliza el término preestreno para los espectáculos o proyecciones que se realizan ante un público restringido con anterioridad al estreno oficial. Son términos empleados en el ámbito de espectáculos tales como la música, el cine y otras artes escénicas (teatro, ópera, etcétera). Las salas especializadas en estrenar películas se llaman «de estreno».
Los estrenos de piezas musicales, películas u otros eventos culturales se tornan acontecimientos multitudinarios, atrayendo un gran número de personalidades de la vida pública (celebridades) que desfilan por la «alfombra roja» o atienden a los medios en un lugar destinado al efecto (photocall) y que se utiliza como soporte publicitario.
Estrenarse es «darse a conocer», especialmente en el ejercicio de un arte o profesión o el desempeño de un cargo. Similar significado tiene en español el galicismo «debut» (en francés, début), que se emplea especialmente para la presentación o primera actuación en público de una compañía teatral o de un artista; pero también para cualquier persona que se presenta por primera vez ante el público en cualquier actividad.
La debutante es la muchacha de clase alta que hace su presentación en sociedad junto a las de su misma condición social y edad (habitualmente a los dieciocho años —a los quince en Hispanoamérica—) con motivo de su «puesta de largo». Tal costumbre, iniciada por las élites europeas a finales del siglo XIX, se mantiene en la actualidad en algunos actos (denominados «baile de debutantes») de gran repercusión en la crónica social internacional y que se celebran anualmente: el Bal des débutantes de París, el Baile de la Ópera de Viena, el Queen's Charlotte ball de Londres y el International Debutante Ball de Nueva York. El hecho de que los acontecimientos vitales de una persona reciban un tratamiento similar al de los espectáculos es característico de la llamada sociedad del espectáculo.